# Southtrap Rock
Der Southtrap Rock (sinngemäß aus dem Englischen übersetzt Südfallenfelsen) ist ein isolierter Klippenfelsen in der Gruppe der Joinville-Inseln vor der nordöstlichen Spitze der Antarktischen Halbinsel. Er liegt westlich des Kap Juncal der D’Urville-Insel.
Das UK Antarctic Place-Names Committee benannte ihn 1963 als südlichstes der für die Seefahrt gefährlichen geographischen Objekte, die bei der nördlichen Einfahrt in den Antarctic-Sund gemieden werden sollten.